# Gerd van den Heuvel
Gerd van den Heuvel (* 30. Mai 1954 in Dortmund) ist ein deutscher Historiker und Germanist.

## Leben
Gerd van den Heuvel studierte Geschichte, Germanistik und Politische Wissenschaften an der Ruhr-Universität Bochum, an der er 1984/85 mit einer Arbeit zum Thema Der Freiheitsbegriff der Französischen Revolution. Studien zur Revolutionsideologie promovierte.
Seit 1985 arbeitet van den Heuvel am Leibniz-Archiv der Gottfried Wilhelm Leibniz Bibliothek – Niedersächsische Landesbibliothek.
Van den Heuvel publizierte zahlreiche Arbeiten zum Ancien Régime und der Französischen Revolution ab 1779, zur Begriffsgeschichte wie zur Geschichte des Landes Niedersachsen sowie zu Gottfried Wilhelm Leibniz und seiner Zeit. Er ist Mitglied der Historischen Kommission für Niedersachsen und Bremen.

## Schriften (Auswahl)
- Grundprobleme der französischen Bauernschaft 1730–1794. Soziale Differenzierung und sozio-ökonomischer Wandel vom Ancien régime zur Revolution (= Ancien régime, Aufklärung und Revolution, Bd. 6), München/Wien: Oldenbourg, 1982, ISBN 3-486-50271-9.
- Der Freiheitsbegriff der Französischen Revolution: Studien zur Revolutionsideologie (= Schriftenreihe der Historischen Kommission bei der Bayerischen Akademie der Wissenschaften, Bd. 31), Göttingen: Vandenhoeck & Ruprecht, 1988, ISBN 3-525-35930-6 (zugleich Dissertation 1984/85 an der Ruhr-Universität Bochum).
- Gerd van den Heuvel (Bearb.): Leibniz in Berlin (= Aus Berliner Schlössern, Heft 9), Schrift zur Ausstellung im Schloss Charlottenburg vom 10. Juni–22. Juli 1987, hrsg. von der Verwaltung der Staatlichen Schlösser und Gärten in Berlin in Zusammenarbeit mit dem Leibnizarchiv der Niedersächsischen Landesbibliothek Hannover, Berlin (West): Verwaltung der Ehemaligen Staatlichen Schlösser und Gärten, 1987.
- Gottfried Wilhelm Leibniz / mit Selbstzeugnissen und Bilddokumenten dargestellt von Reinhard Finster und Gerd van den Heuvel (Rowohlts Monographien, Bd. 481), Reinbek bei Hamburg: Rowohlt, 1990, ISBN 3-499-50481-2.
- Reinhard Finster, Gerd van den Heuvel: Gottfried Wilhelm Leibniz, (niederländisch) ins holländische übersetzt vom RAS studiencentrum, Baarn: Tirion, 1992, ISBN 90-5121-337-9.
- R. Finsutā, G. fan den Hoiferu (Sawada Nobushige kan'yaku): Raipunittsu : sono-shisō-to-shōgai (japanisch), Tōkyō: Shupuringā, 1996, ISBN 4-431-70706-9.
- Leibniz im Netz. Die frühneuzeitliche Post als Kommunikationsmedium der Gelehrtenrepublik um 1700 (= Lesesaal, Heft 32), Hameln: Niemeyer, 2009, ISBN 978-3-8271-8832-8.
- Gottfried Wilhelm Leibniz: Schriften und Briefe zur Geschichte (= Veröffentlichungen der Historischen Kommission für Niedersachsen und Bremen, Bd. 218), bearbeitet, kommentiert und herausgegeben von Malte-Ludolf Babin und Gerd van den Heuvel, Hannover: Hahnsche Buchhandlung, 2004.
- Adlige Herrschaft, bäuerlicher Widerstand und territorialstaatliche Souveränität. Die „Hoch- und Freiheit Gesmold“ (Hochstift Osnabrück) im 18. und frühen 19. Jahrhundert (= Veröffentlichungen der Historischen Kommission für Niedersachsen und Bremen, Bd. 265), Hannover: Hahnsche Buchhandlung, 2011, ISBN 978-3-7752-6065-7.
- in der Reihe Handbuch politisch-sozialer Grundbegriffe in Frankreich 1680–1820, München: Oldenbourg.
  - Heft 10: Féodalité, féodal, 1988, ISBN 3-486-54461-6.
  - Heft 12: Anette Höfer u. a.: Agiotage, agioteur, kored. durch Gerd van den Heuvel und Michael Wagner, 1992, ISBN 3-486-55912-5.